# Chiesa di San Gottardo al Corso (Milano)
La chiesa di San Gottardo al Corso (già San Gottardo fuori Porta Ticinese) è una chiesa di Milano situata all'inizio dell'omonimo Corso San Gottardo, nel Municipio 5. 

## Storia

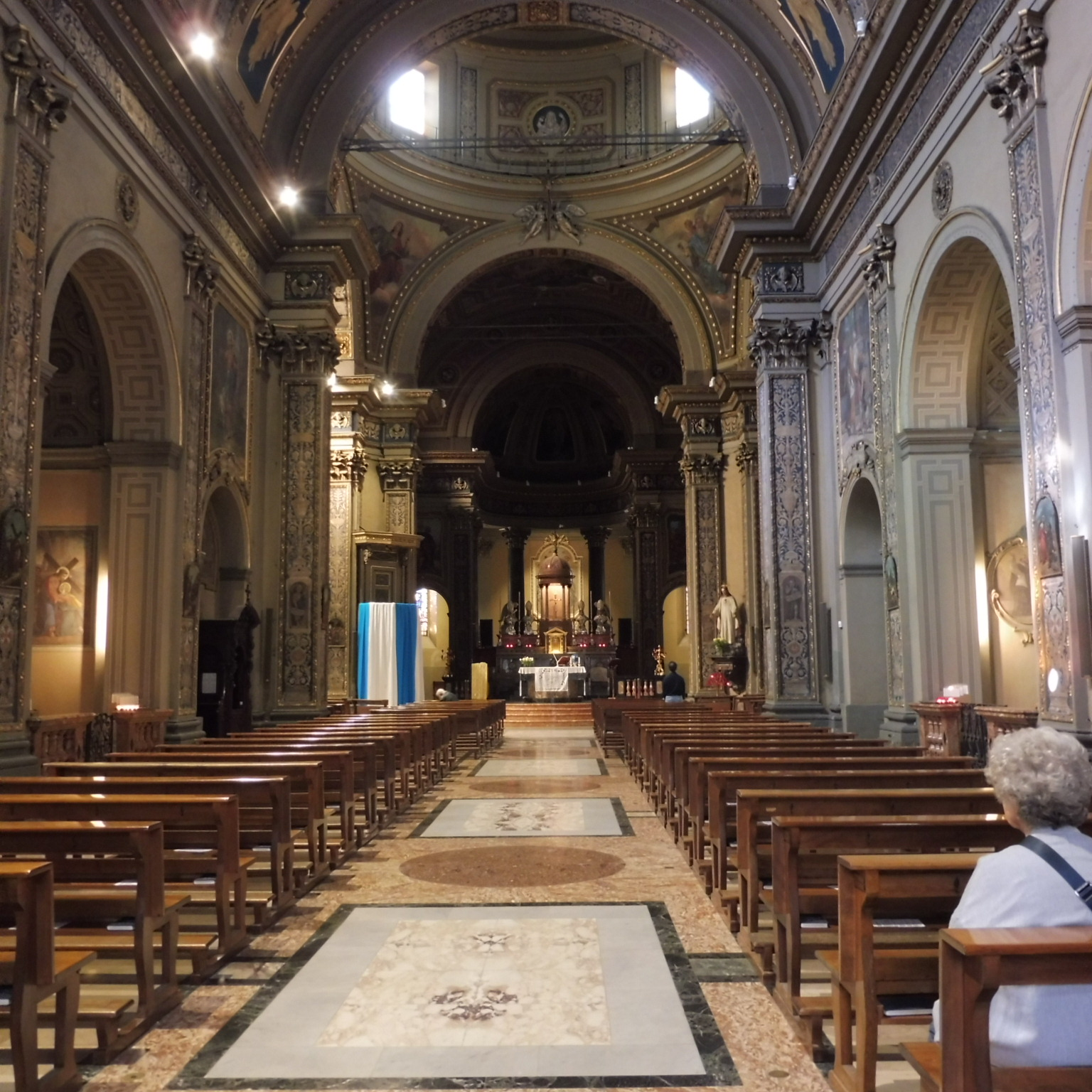
L'interno

L'origine della chiesa è antica: nel 1398 è menzionata come oratorio dei Benedettini; nel 1568 il cardinale Carlo Borromeo, da due anni arcivescovo di Milano e impegnato in una vasta opera di riorganizzazione e di potenziamento della sua diocesi al fine di sostenere l'attuazione in Lombardia della riforma tridentina, la fece riedificare e la eresse in parrocchia, facendone una delle quattro parrocchie extramurarie del sestiere di Porta Ticinese, poi ricomprese - dal 1782 - nel Comune dei Corpi Santi di Milano.
La chiesa era il punto di riferimento religioso del borgo (il "burg dè furmagiatt" che, situato fuori della cinta daziaria e in prossimità della Darsena e del Naviglio Pavese aveva un'intensa vita commerciale - che sul Corso mantiene ancor oggi), delle sue frazioni (Conca Fallata, Cascina Chiesa Rossa, Morivione) e delle altre chiese e oratori del territorio.
Riconsacrata il 31 dicembre 1900 dall'arcivescovo Andrea Carlo Ferrari, a quel momento contava 21345 parrocchiani e ospitava diverse confraternite e associazioni, un oratorio maschile e uno femminile, e un clero di 6 sacerdoti.

## Architettura
La chiesa ha un'unica navata con cappelle laterali su pianta a croce latina sovrastata da un'ampia cupola. Fu rimaneggiata nel 1740, ampliata negli anni 1830, rifatta nella facciata (Cesare Nava, 1896), decorata con affreschi di Giovanni Valtorta e Luigi Morgari.
Il campanile a pianta quadrata possiede un concerto di 5 campane in scala diatonica di Re3 maggiore.
si hanno poche informazioni sulle campane, si sa solo che le due campane maggiori sono state ripristinate nel 1951 dalla Fonderia dei Fratelli Barigozzi di Milano